# Catostomus occidentalis occidentalis
Catostomus occidentalis occidentalis is een ondersoort van de straalvinnige vissen uit de familie van de zuigkarpers (Catostomidae). De wetenschappelijke naam van de soort is voor het eerst geldig gepubliceerd in 1854 door Ayres.